# Huamuxtitlán
Huamuxtitlán è un comune del Messico, situato nello stato di Guerrero, situato nello stato di Guerrero, il cui capoluogo è la località omonima.
Conta 15.287 abitanti (2015) e ha un'estensione di 432,5 km².